# Carl Robert
Carl (även Karl) Georg Ludwig Theodor Herwig Joseph Robert, född den 8 mars 1850, död den 17 januari 1922 i Halle, var en tysk filolog och arkeolog.
Robert, som blev extra ordinarie professor i Berlin 1877, ordinarie professor där 1880 och i Halle 1890, var, skriver Erik Naumann i Nordisk familjebok, "en af samtidens främsta och mångsidigaste klassiker, filolog och arkeolog i sällsynt förening". Han inlade stor förtjänst om kännedomen av det antika dramat och teatern, den grekiska mytologin, det antika måleriet och den antika skulpturen. Bland Roberts många arbeten kan nämnas Bild und Lied (1881), Hallische Winckelmannsprogramme, Die antiken Sarkophagreliefs (1890 ff.), Pausanias als Schriftsteller (1909), Oidipus. Geschichte eines poetischen Stoffs im griechischen Altertum (1915) och Archaeologische Hermeneutik (1919). Robert nybearbetade 4:e upplagan av Ludwig Prellers Griechische Mythologie (1887 ff.). En mängd värdefulla uppsatser publicerade han i tidskriften Hermes, vars redaktion han tillhörde i 40 år. Som akademisk lärare utvecklade han, enligt Naumann, utomordentligt fruktbärande verksamhet. För papyrusfynden av antika dramer hade han livligt intresse; han bearbetade för scenen Sofokles Spårhundarna och Menanders Epitrepontes.